# ليزلي أوستين
ليزلي أوستين (بالإنجليزية: Leslie Austin)‏ هو ممثل بريطاني (وحمل سابقاً جنسية المملكة المتحدة لبريطانيا العظمى وأيرلندا)، ولد في 21 نوفمبر 1885 بلندن في المملكة المتحدة، وتوفي في 1 مايو 1974.

## وصلات خارجية
- ليزلي أوستين على موقع IMDb (الإنجليزية)
- ليزلي أوستين على موقع أول موفي (الإنجليزية)
- ليزلي أوستين على موقع قاعدة بيانات الفيلم (الإنجليزية)
- ليزلي أوستين على موقع كينوبويسك (الروسية)